# Semaeopus luciae
Semaeopus luciae är en fjärilsart som beskrevs av Louis Beethoven Prout 1938. Semaeopus luciae ingår i släktet Semaeopus och familjen mätare. Inga underarter finns listade i Catalogue of Life.